# Cirrhitichthys aprinus

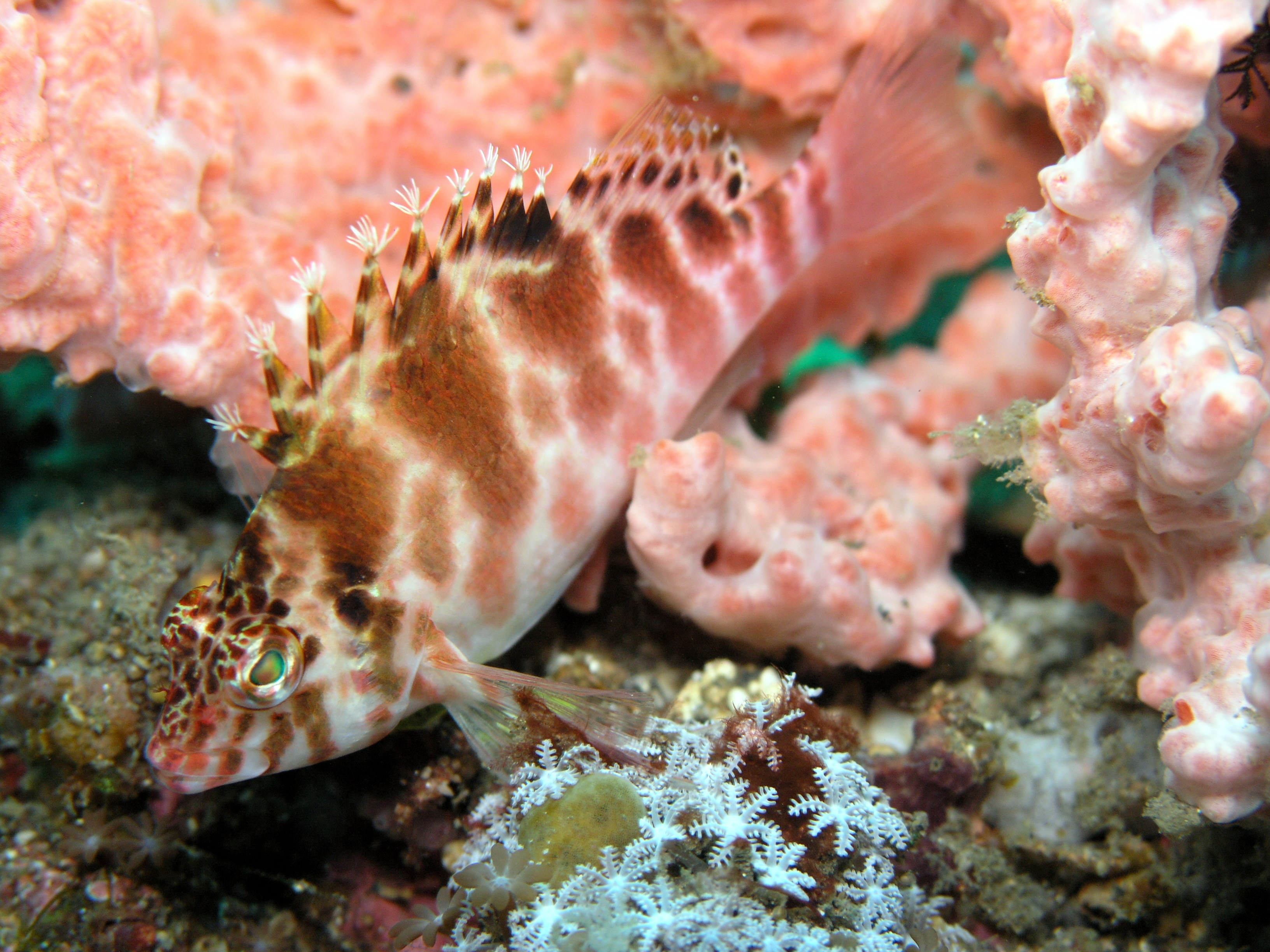
Exemplar fotografiat al nord de Sulawesi (Indonèsia).

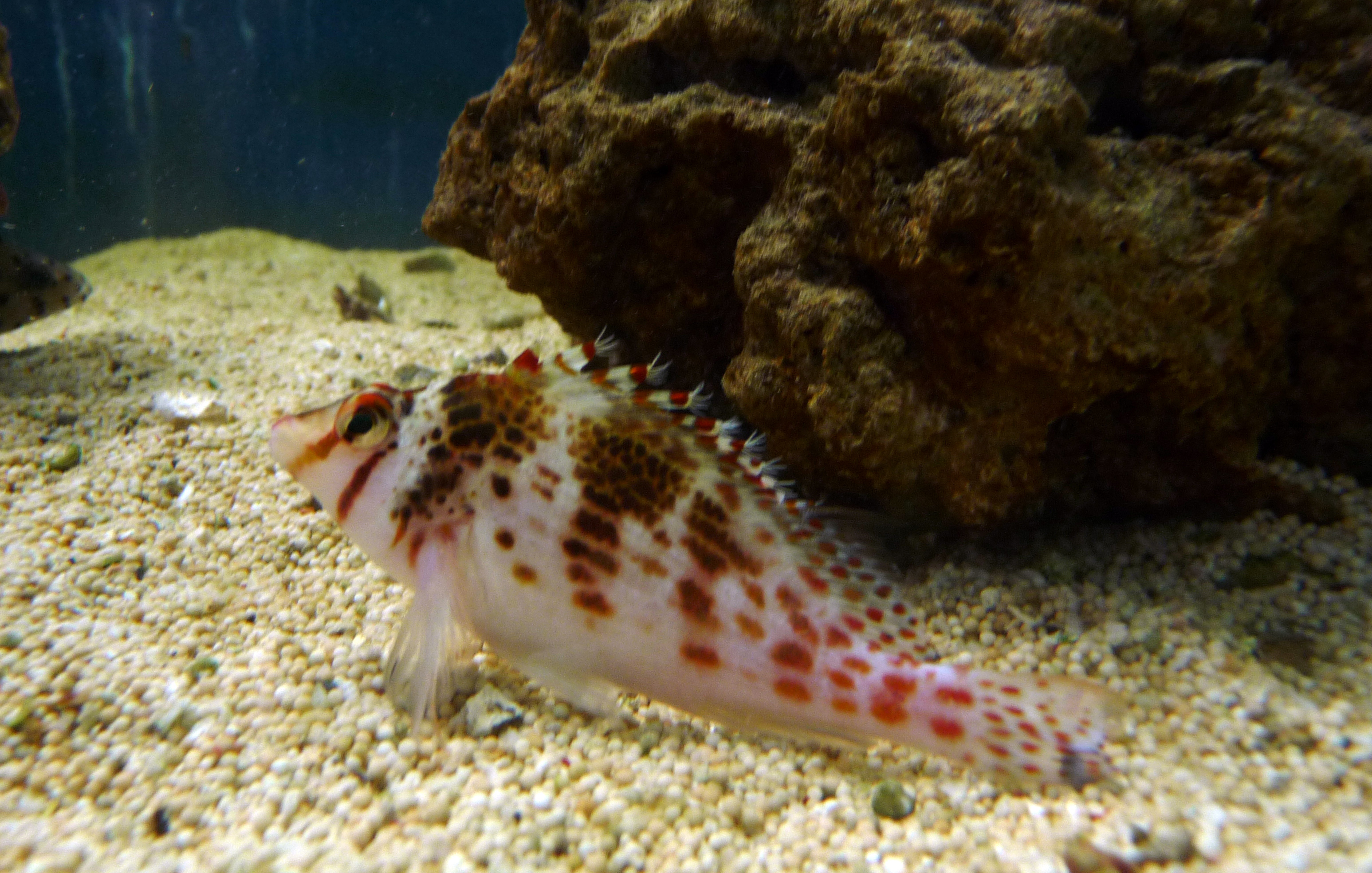
Cirrhitichthys aprinus

Cirrhitichthys aprinus és una espècie de peix pertanyent a la família dels cirrítids.

## Descripció
- Pot arribar a fer 12,5 cm de llargària màxima.
- S'assembla a Cirrhitichthys oxycephalus, però no té taques a la cua i amb un ocel a l'opercle.
- 10 espines i 12 radis tous a l'aleta dorsal i 3 espines i 6 radis tous a l'anal.[3][4][5]

## Hàbitat
És un peix marí, associat als esculls i de clima tropical (24 °C-27 °C) que viu fins als 40 m de fondària (normalment, entre 12 i 20) sobre fons rocallosos i de corall. Entra, també, als ports i estuaris poc fondos.

## Distribució geogràfica
Es troba a l'Índic occidental (les illes Maldives) i el Pacífic occidental.

## Observacions
És inofensiu per als humans.